# Lamyai Haithongkham
Lamyai Haithongkham (tai: ลําไย ไหทองคํา)  (Roi Et, 2 d'octubre de 1998)(tailandès: ลำไย ไหทองคำ) és una cantant tailandesa del gènere mor lam de la zona d'Isan, a Tailàndia. Es va fer popular el 2017 després del llançament del seu senzill Phu Sao Khar Lor.

## Trajectòria
El seu nom de naixement és Suphansa Vejkama i va néixer a la província de Roi Et en una família pobra. La seva família es va mudar a Bangkok quan ella era jove.
Va començar a pujar als escenaris després d'acabar quart de primària. Va cantar a la banda Electone Keyboard fins al 2017, quan Prajakchai Nawarat, que és el CEO del segell discogràfic Haithongkham, la va contractar. Es va fer popular en aquest segell i va publicar el seu tercer senzill, Phu Sao Khar Lor, amb lletra i melodia d'Arm Chutima. El vídeo musical de Phu Sao Khar Lor havia rebut gairebé 400 milions de visualitzacions a YouTube el setembre de 2024.
Lamyai es va graduar al programa The SCA Superstar Academy de la SCA College of Music and Performing Arts (Superstar College of Arts).
El 2017, després de les crítiques del primer ministre general Prayut Prayut Chan-o-cha, el seu mànager va anunciar: "Ara reduirem els moviments característics del twerking de nou a tres". Amb el seu vestit com una pantalla de làmpada, ha estat criticada per l'estil provocatiu. El juny de 2020, el primer ministre de Tailàndia, el general Prayut Chan-o-cha, li va preguntar sobre el seu vestit. Va dir que només és per despuntar i que l'ha fet amb l'ajuda de la seva família.